# Hospitality Club
Hospitality Club (HC) is een gratis sociaalnetwerksite om reizigers te ontvangen  en/of bij mensen thuis te gaan logeren. Gasten en hosts betalen elkaar niet, al is het wel gebruikelijk om voor telefoon en soms voor eten te betalen. De precieze afspraken worden aan de leden zelf overgelaten. Zo zijn sommige leden ook graag bereid hun gasten een rondleiding door hun stad te geven, en sommige gasten bieden hun gastheer aan voor hen te koken. Na het bezoek kun je commentaar op de site achterlaten over je gast of host. Zo functioneert HC ook als een sociaal netwerk.
Er bestaat geen officiële organisatie en lidmaatschap is gratis. In 2000 werd de dienst opgestart door Veit en Kjell Kühne. In augustus 2007 waren er meer dan 324.000 leden in bijna 200 landen, waarvan een groot deel vrije accommodatie en hulp bij het reizen aanbiedt. Dat keerde een deel van de vrijwilligers zich af van de oprichters om met BeWelcome en ander netwerk op te richten. Vergelijkbare initiatieven zijn CouchSurfing, Pasporta Servo en Warm Showers.